# Myriam Laplante
Myriam Laplante née à Chittagong au Bangladesh en 1954 est une artiste canadienne, Après avoir commencé sa carrière en tant que peintre, elle intègre à sa démarche artistique plusieurs disciplines dont principalement, la performance, la vidéo, la photographie, la sculpture et l’installation.

## Biographie
Myriam Laplante étudie les arts visuels et la linguistique à l’Université d’Ottawa. Son travail multiforme et multidisciplinaire est présenté dans de nombreux musées, galeries et festivals en Europe, en Amérique du Nord et en Asie. Les œuvres de Myriam Laplante font partie de collections permanentes, dont le Musée national des beaux-arts du Québec (Québec), le Musée canadien de la photographie contemporaine (Ottawa), la Galleria Nazionale d'Arte Moderna et le MACRO à Rome (Italie). Elle travaille avec le collectif Black Marquet International où elle s’investit en performance depuis 2001.

## Démarche
La pratique artistique de Myriam Laplante est marquée par un état perpétuel de doute. Elle remet en question nos certitudes en évoquant les contradictions de la nature humaine et la difficulté de communiquer. Par ses performances, installation, sculptures et photographies, Myriam Laplante propose une parodie du monde qui allie cynisme et dérision.

## Expositions
Expositions individuelles (sélection)
·      2021 : Pendant ce temps, Nueva Galleria Morone, Milan, IT
·      2019 : Mostre in Mostra, Palazzo delle Esposizioni, Rome, IT
·      2014 : En cas de doute, Le lieu, Centre en art actuel, Québec, CA
·      2011 : Arte dopo la Fotografia, Galleria Nazionale d’Arte Moderna, Rome, IT
·      2009 : Paradis artificiels, Galerie Donald Brown, Montréal, CA
·      2007 : Anarchie resplendissante, Galerie Page 22, Barjols, FR
·      2004 : Myriam Laplante. Élisir, Fondation Volume! Palazzo Esposizioni, Rome, IT
·      2002 : La parodie du monde selon Myriam Laplante, Galerie de l’UQAM, Montréal, CA
·      2000 : Bambole, Il Ponte Contemporanea, Rome, IT
·      2000 : Myriam Laplante, Italy at ARCO 2000, II Ponte, Madrid, ES
·      1999 : Myriam Laplante Photographs, Annina Nosei Gallery, New York, Etats-Unis
·      1996 : Fantasmi, Sla Santa Maria ad Nives, Rimini, IT
·      1998 : Limbo, Il Ponte Contemporanea, Rome, IT
·      1994 : Myriam Laplante, Dare-Dare, Montréal, CA

## Performances (sélection)
- 2021 : Black Marquet International, Ruffactory, Cologne, DE
- 2019 : La notion d’absence, Sub Rosa Space, Athènes, GR
- 2019 : Désastres, Galerie Selma Feriani, Tunis, TN

Black Marquet Internationa, Performance, 2021

- 2018 : Envole-moi vers la lune, Festa Franca, Cannara, IT
- 2016 : The Phenomenology of Doubt, Una diversa geografia, Villa Pravernara, Valenza, IT
- 2015 : The visit, Fondazione Volume! Forte Portuense, Rome, IT
- 2014 : En cas de doute, Le Lieu, centre d’artistes en art actuel, Québec, QC
- 2011 : Black Market International, National Review of Live Art, Glasgow, UK
- 2010 : Hors de la matière noire, Moebius, Boston, USA
- 2008 : Asiatopia, Bangkok Art and Culture Center, Bangkok, TH
- 2007 : Lupus in fabula, Galleria Nazionale d’Arte Moderna, Rome, IT
- 2006 : À la guerre comme à la guerre, Le Tobbogan, Décines, FR
- 2005 : Lupus in fabula, Annina Nosei Gallery, New York, USA
- 2005 : Black Market International, Théâtre de l’Usine, Genève, CH
- 2004 : Je ne jouerai pas avec le feu, Art Gallery of Hamilton, Hamilton, CA
- 2003 : Captaine Freedom, Galerie Clark, Montréal, QC
- 2002 : Le mythe de la loyauté canine, Galerie de l’UQAM, Montréal, QC
- 2001 : Mama Bear, Exit Festival, Helsinki, Finlande
- 1997 : La sirène mutante, Musée Pino Pascali, Polignano, IT
- 1996 : Valse triste, Oskenhallen, Copenhague, DK

## Collections
·      Musée national des beaux-arts du Québec, Québec, CA
·      Musée des beaux-arts du Canada, Ottawa, CA
·      Galleria Nazionale d'Arte Moderna, Rome, IT
·      MACRO – Museo d’Arte Contemporanea, Rome, IT
·      Musée de Nouvelle-Zélande Te Papa Tongarewa, Wellignton
·      Musée Ettore Fico, Turin, IT
·      Musée régional de Rimouski, Rimouski